# رابین دکر
رابین دکر (انگلیسی: Robyn Decker؛ زادهٔ ۱۷ ژانویهٔ ۱۹۸۷) بازیکن فوتبال اهل ایالات متحده آمریکا است.